# Farbkreisel
Der Farbkreisel ist ein einfaches Gerät zur Untersuchung und Demonstration von Farbmischung (additive Mischung).

## Aufbau

Simulation der Mischung von Hellbraun mit dem Farbkreisel

Auf einer Kreisscheibe, die in rasche Drehung versetzt wird, sind verschiedenfarbige, radial geschlitzte kreisförmige Blätter befestigt. Diese sind so ineinander gesteckt, dass sie Sektoren bilden, deren Winkel verändert werden können.

## Geschichtliches
Thomas Young erwähnte, dass sich Farben auf einer rasch rotierenden Scheibe zu einem einheitlichen Farbton mischen lassen: „[…] painting the surface of a circle with different colours, in any way that may be desired, and causing it to revolve with such rapidity, that the whole may assume the appearance of a single tint […] resulting from the mixture of the colours.“ ([…] die Oberfläche eines Kreises in beliebiger Weise mit verschiedenen Farben zu bemalen und ihn so schnell rotieren zu lassen, dass das Ganze das Aussehen eines einzigen Farbtons annimmt […], der sich aus der Mischung der Farben ergibt.)
Auch Johann Wolfgang von Goethe beschreibt, dass sich
verschiedene Farben mischen, wenn sie im Kreise nebeneinander auf einer Scheibe angebracht und mit größter Schnelligkeit herumgedreht werden; es mischen sich „zuletzt auch alle Farben zum Grau“.

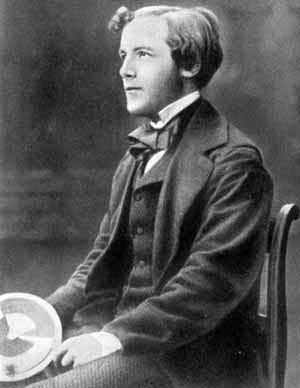
J.C. Maxwell 1855 in Cambridge, in der Hand sein Kreisel

James Clerk Maxwell benutzte den Farbkreisel mit verstellbaren Sektoren als Erster systematisch zur Erforschung des Farbensehens und der additiven Farbmischung.
In der Folgezeit wurden solche Kreisel von zahlreichen Forschern verwendet. So von Albert Henry Munsell und von Wilhelm Ostwald bei der Entwicklung ihrer Farbsysteme. Der Schriftsteller Robert Musil erfand einen „Variationskreisel“ mit zwei Sektoren, deren Verhältnis während des Betriebes verändert werden kann.